# 相互銀行法
相互銀行法（そうごぎんこうほう、昭和26年6月5日法律第199号）は、相互銀行制度を定めた法律である。
1951年（昭和26年）5月に制定され、同年6月5日に公布・施行された。当時の金銭無尽会社に対し、庶民金融機関（中小企業者のための金融機関、国民大衆のための貯蓄機関）であるところの「相互銀行」への転換を促した。
1989年（平成元年）2月以降、相互銀行の普通銀行への転換が進み、1992年（平成4年）6月の法改正（いわゆる金融制度改革法。平成4年6月26日法律第87号）により廃止された。

## 内容
法律は第1条から第26条からなす。第1条で国民大衆のために金融の円滑を図り、その貯蓄の増強に資するため、相互銀行について必要な規定を定め、金融業務の公共性にかんがみ、その監督の適正を期するとともに信用の維持と預金者等の保護に資することを目的としている。

## 概説

### 制定までの経緯
無尽業法（大正4年6月21日法律第24号。全面改正されて昭和6年4月1日法律第42号）に基づく免許制の下、無尽会社は「庶民金融機関」として発達した。社数こそ、ピークの276社（1933年（昭和8年）末時点）から漸減に転じ、さらに政府が合併促進策を進めたため、終戦時には約60社まで減少したが、戦時中に中小事業者の資金ニーズが低下する一方、貯蓄を目的とする加入者が増加した。実質上、定期預金と同じ仕組みの無尽も始められ、1945年（昭和20年）10月から預金の受け入れと預金担保貸付を行うことが許された。また、1949年（昭和24年）5月の法改正（昭和24年5月31日法律第170号）により、殖産会社が「みなし無尽」とされ、無尽会社の預金残高は増大した。
無尽会社には、①付随業務がほとんど認められていない、②資金運用の制限が厳しい、③取締役の責任が非常に大きい、という制約があって、金融機関としての活動が制限されていた。一方、普通銀行による中小企業金融にも限界があったので、中小企業金融機関制度の改正が検討された。GHQは「無尽は金融でなく預金業務を併せ取り扱う銀行とみなすことは危険である」と考えていたが、無尽会社の効用が認められる形で、議員立法により、1951年（昭和26年）6月相互銀行法が制定された。
この法律により、「中小企業専門金融機関」としての相互銀行制度が創設された。1951年（昭和26年）10月に金銭無尽会社58社が相互銀行に転換した。その後、1952年（昭和27年）～1954年（昭和29年）に10社が転換し、新設3行と合わせて、71行の相互銀行が誕生した。物品無尽会社だった日本住宅無尽株式会社は、転換せず今日に至っている。

### 金融制度調査会（1967年答申、1979年答申）
金融制度調査会は、1956年（昭和31年）6月、金融制度調査会設置法（昭和31年6月7日法律第135号）により設置された大蔵大臣の諮問機関である。
1966年（昭和41年）6月から、金融制度全般にわたる再検討の第一弾として、中小企業金融制度の検討を開始した。1967年10月答申「中小企業金融制度のあり方」では、民間中小企業金融機関の同質化や規模の格差の増大などの問題を指摘しながらも、①急激な変革による混乱は望ましくないこと、②中小企業の多様性に対応して、空白を避けるため金融機関も多様であることが望ましいこと、という2つの理由から、3業態体制（相互銀行、信用金庫、信用組合）を維持するという結論が出された。この答申を受けて、1968年（昭和43年）6月の法改正（いわゆる金融二法。昭和43年6月1日法律第85号・86号）により、4業態（普通銀行、相互銀行、信用金庫、信用組合）に対し、効率化に資する異種業態間の合併・転換の途が開かれた。
その後、1979年（昭和54年）6月答申「普通銀行のあり方と銀行制度の改正について」を提出した後、同年10月から、再び中小企業金融制度の検討が行われた。1979年（昭和54年）6月の答申では、銀行法の全面改正を提言したのに対し、1980年（昭和55年）11月答申「中小企業金融専門機関等のあり方と制度の改正について」では、特に必要な部分に関する部分的な法律改正を提言するにとどまった。また、相互銀行業界が要望していた商号変更（＝字句「相互」の削除）については、取り下げとなった。

### 専門委員会（1987年報告）
金融制度調査会は、業務分野規制を見直すため、1985年（昭和60年）9月から制度問題研究会での検討を開始した。この専門委員会は、①長期信用銀行制度、②信託銀行制度、③外国為替専門銀行制度、④相互銀行制度、の4項目について問題点を整理し、1987年（昭和62年）12月に報告書「専門金融機関制度のあり方について」を提出した。報告書は、専門金融機関制度について「銀行行政上の監督、金融機関経営の健全性の確保が容易であるだけでなく、専業の金融機関の顧客にとっては高度の専門的な金融サービスが得られる」という利点を認めつつも、「…経済や金融は本来、刻々とその様相を変えていくものであり、分業制の利点と経済実態とが食い違った結果、制度の見直しを怠ると、経済や金融の自然な流れによって制度がなし崩し的に崩壊し、資源配分や競争原理の面でひずみを生ずる」とも指摘した。
相互銀行制度については、過去4回の主要な相互銀行法改正を「相互銀行の普通銀行化への歴史であった」と総括した上で、相互銀行と普通銀行の同質化が進み、両者を区別する制度を残す必然性は少なくなった、とまとめた。ただし、普通銀行への転換の方法については、①特別の立法により一斉に普通銀行への転換を図る、②合併転換法により、個別銀行ごとに普通銀行への転換を遂げていく、の両案を併記するに留めた。

### 普通銀行への転換
相互銀行の「行名からの「相互」削除、すなわち普通銀行への転換」は、業界の内外に反対意見があって、長くまとまらなかったのだが、上記のとおり、制度発足後の40年弱で、相互銀行と普通銀行の法制面における差異は縮小し、業務運営面での同質化が進んだ。そのため、金融制度調査会も、1988年（昭和63年）5月答申「相互銀行制度のあり方について」において、「希望行については、合併転換法の規定に従いこれを認めていくことが適切である」という結論を出した。これを受けて、1989年（平成元年）2月以降、66行が普通銀行に転換し、残る2行（徳陽相互銀行、東邦相互銀行）とともに、「第二地方銀行協会加盟行」となった。
もっとも、金融制度調査会が「100年を越える歴史をもつ普通銀行と比較すれば、平均的には、各種経営指標に若干の隔たりがある」と指摘し、「行政当局は、転換後の事業計画等を審査し、このような点に十分意を配った金融機関経営が行われるよう指導する必要がある」と注意したとおりであって、1990年（平成2年）以降の資産価格バブルの崩壊、それに続くバランスシート調整と金融システムの動揺の過程で、第二地方銀行（旧・相互銀行）の中には破たんするものが少なからず現れた。

## 業界史（普通銀行への転換、破たんなど）
| 年月       | 相互銀行（第二地方銀行）業界の出来事 |
| ---------- | --- |
| 1957年9月  | 太陽相互銀行が静神相互銀行を吸収、「静岡相互銀行」に改称 |
| 1968年12月 | 日本相互銀行が普通銀行に転換、「太陽銀行」に改称。1968年合併転換法の適用第一号                                                                                       |
| 1970年4月  | 長野商工信用組合が相互銀行に転換、「長野相互銀行」に改称。同行はその後1989年2月に普通銀行「長野銀行」に転換                                                          |
| 1971年10月 | 兵庫相互銀行が高松相互銀行を吸収 |
| 1976年10月 | 青和銀行が弘前相互銀行を吸収、「みちのく銀行」に改称。地方銀行・相互銀行の初の異種合併                                                                               |
| 1984年4月  | 西日本相互銀行が高千穂相互銀行を吸収。普通銀行に転換、「西日本銀行」に改称、                                                                                         |
| 1986年10月 | 住友銀行が平和相互銀行を吸収 |
| 1989年2月  | 52行が普通銀行に転換。その後、1989年4月に10行、8月に3行、10月に1行、計66行が転換。残る2行とともに第二地方銀行協会加盟行となった。                                    |
| 1990年8月  | 徳陽相互銀行が、遅れて普通銀行に転換、「德陽シティ銀行」に改称 |
| 1991年4月  | 山陰合同銀行がふそう銀行（旧・扶桑相互銀行）を吸収 |
| 1991年7月  | 東邦相互銀行が破たん |
| 1992年4月  | 伊予銀行が東邦相互銀行（上記）を吸収。初めて預金保険を発動された。最後の1行の吸収合併により相互銀行が消滅。                                                          |
| 1992年6月  | 相互銀行法廃止。 |
| 1995年8月  | 兵庫銀行（旧・兵庫相互銀行）が破たん。神戸経済界などの出資により「みどり銀行」が設立され、1996年1月これに営業譲渡                                                    |
| 1995年     | 太平洋銀行（旧・第一相互銀行）が破たん。さくら銀行の出資により「わかしお銀行」が設立され、1996年9月これに営業譲渡                                                    |
| 1996年11月 | 阪和銀行（旧・興紀相互銀行）に業務停止命令。銀行への発動は戦後初。受け皿銀行が見つからず、1997年4月「紀伊預金管理銀行」が設立され、これが預金の払戻しを実施          |
| 1997年     | 德陽シティ銀行（旧・徳陽相互銀行）が破たん、仙台銀行（旧・振興相互銀行）に営業譲渡。京都共栄銀行（旧・京都相互銀行）が破たん、幸福銀行（旧・幸福相互銀行）に営業譲渡 |
| 1998年5月  | みどり銀行（上記）が再破たん。阪神銀行（旧・阪神相和銀行）が吸収、「みなと銀行」に改称                                                                               |
| 1998年10月 | なにわ銀行（旧・大阪相互銀行）と福徳銀行（旧・福徳相互銀行）が破たん、特定合併制度を利用して受け皿銀行「なみはや銀行」を設立。その後、1999年8月に同行は再破たん      |
| 1999年     | 国民銀行（旧・国民相互銀行）、幸福銀行（旧・幸福相互銀行）、東京相和銀行（旧・東京相互銀行）、なみはや銀行（上記）、新潟中央銀行（旧・新潟相互銀行）がそれぞれ破たん |
| 2001年     | 石川銀行（旧・加州相互銀行）、中部銀行（旧・中部相互銀行）がそれぞれ破たん                                                                                           |